# ألان براون (ملحن)
ألان براون (بالإنجليزية: Allan Browne)‏ هو عازف جاز وملحن أسترالي، ولد في 28 يوليو 1944 في Deniliquin ‏ في أستراليا، وتوفي في 13 يونيو 2015.

## وصلات خارجية
- الموقع الرسمي
- ألان براون على موقع IMDb (الإنجليزية)
- ألان براون على موقع ميوزك برينز (الإنجليزية)
- ألان براون على موقع ديسكوغز (الإنجليزية)